# Santes
Santes är en kommun i departementet Nord i regionen Hauts-de-France i norra Frankrike. Kommunen ligger i kantonen Haubourdin som tillhör arrondissementet Lille. År 2022 hade Santes 5 656 invånare.

## Befolkningsutveckling
Antalet invånare i kommunen Santes
| Referens: INSEE |